# Protexarnis squalidiformis
Protexarnis squalidiformis là một loài bướm đêm trong họ Noctuidae.